# أم الدوالي
أم الدوالي قرية في ناحية حديدة في منطقة تلكلخ في محافظة حمص.